# Eslamshahr
Eslamshahr of Eslam Shahr (Perzisch: اسلامشهر, Eslāmshahr), vroeger Bahramabad, is een stad in de provincie Tehrān. De stad grenst aan de Imam Khomeini International Airport en ligt 100 km ten noordwesten van Saveh. In 2016 had de stad 448.129 inwoners en is onderdeel van de agglomeratie van Teheran.

## Demografische ontwikkeling
Bron: Statistisch Centrum van Iran; 1966-2011: volkstellingen

## Galerij

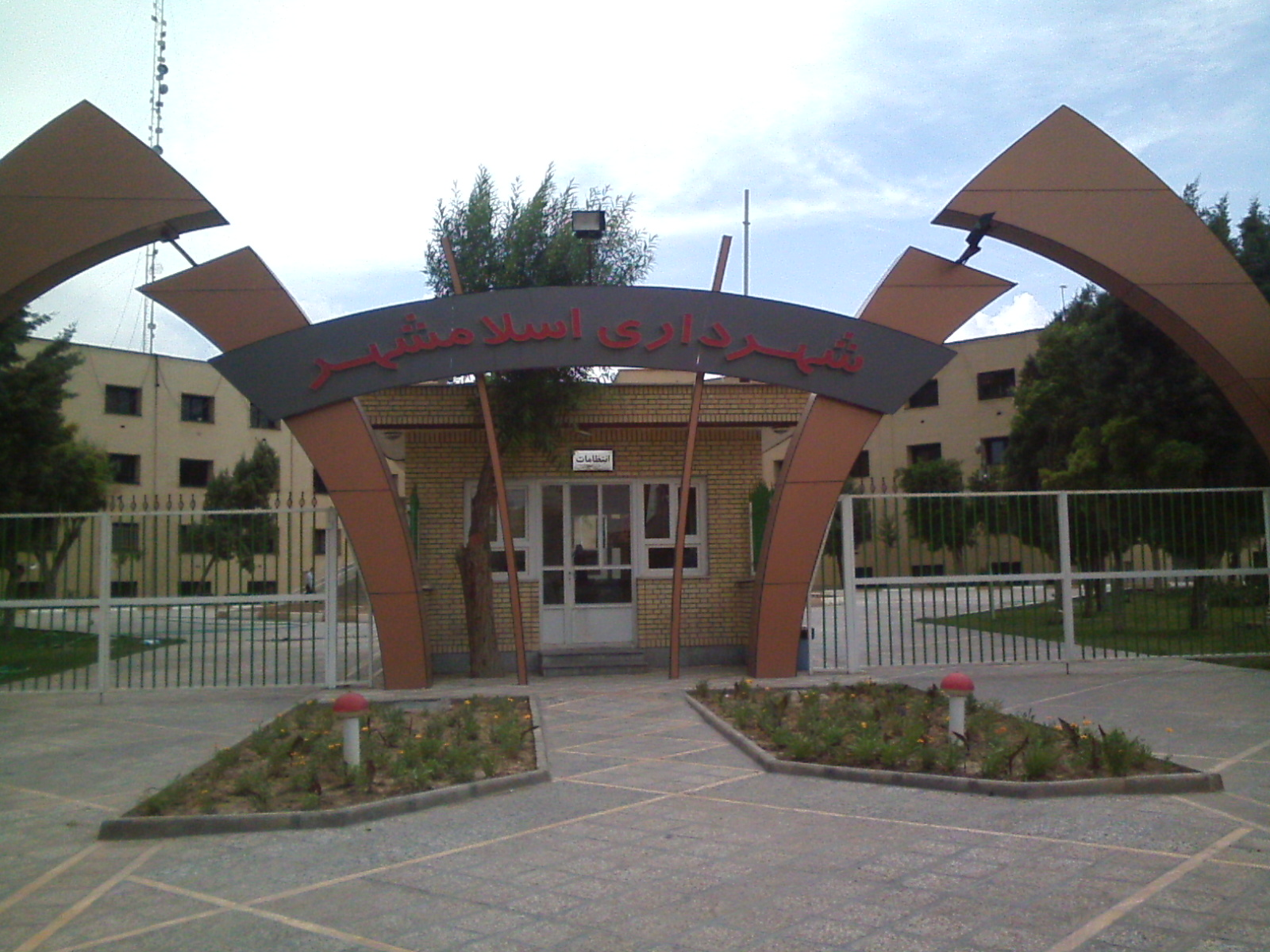
Shahr Dari
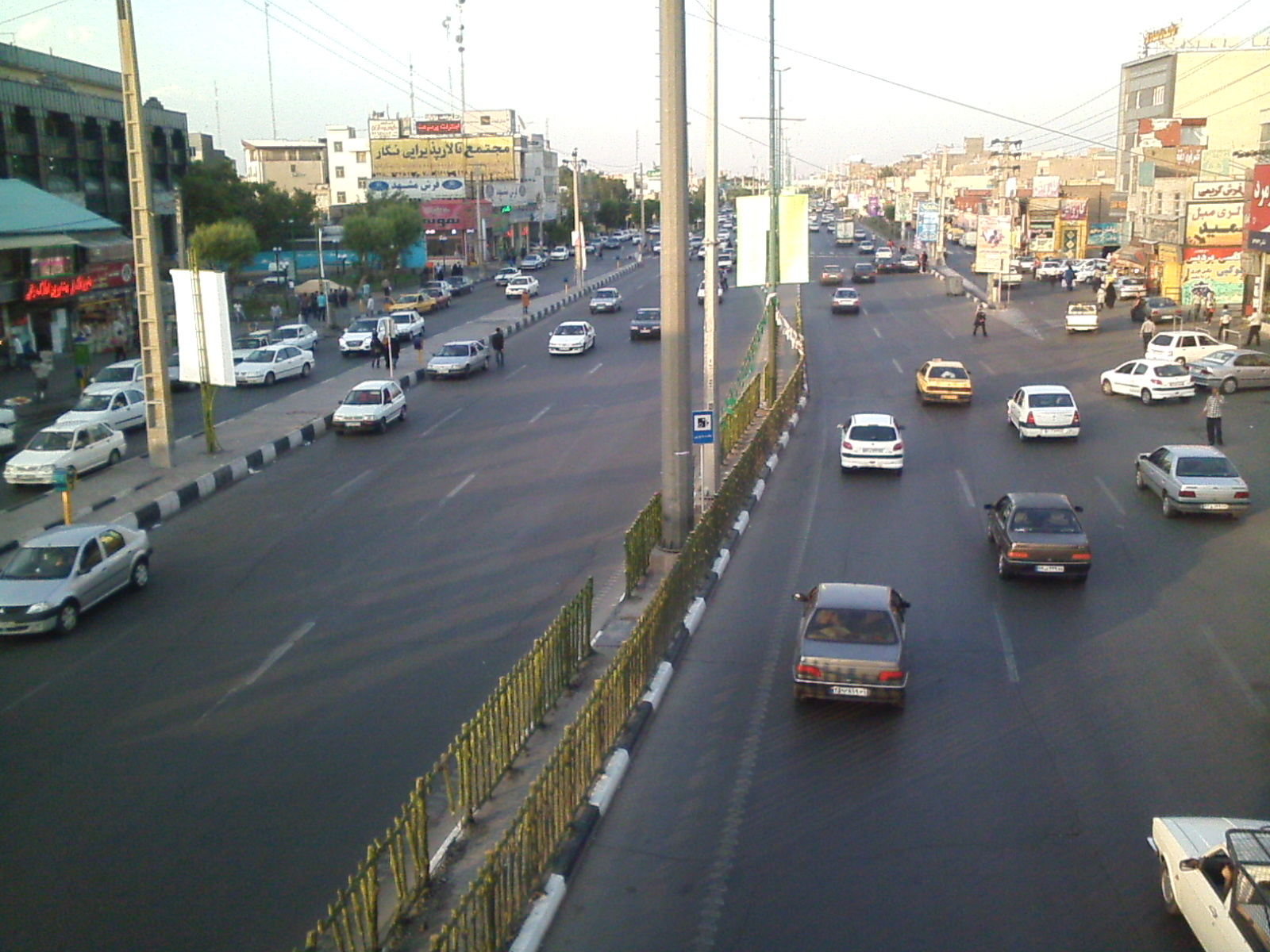
Snelweg in Eslamshahr